# Batalla de Grodno
La batalla de Grodno tuvo lugar entre el 21 y el 24 de septiembre de 1939, durante la invasión soviética de Polonia. Se libró entre unidades polacas improvisadas comandadas por Wacław Jan Przeździecki y el Ejército Rojo de la Unión Soviética, en el marco de un acuerdo de no agresión con la Alemania Nazi bajo el Pacto Ribbentrop-Molotov.

## Batalla
Los soviéticos intentaron apoderarse de la ciudad desde el sur a través del puente sobre el río Niemen. Sin embargo, el asalto inicial fue retenido. En la madrugada del 21 de septiembre, los defensores fueron acompañados por la brigada de caballería Wołkowysk bajo orden del Brigadier General Wacław Przeździecki. Tras dos días de intensos combates, el centro de la ciudad fue destruido por la artillería soviética. El 22 de septiembre el resto de las fuerzas polacas se retiraron hacia la frontera lituana. Según fuentes de la Unión Soviética, el Ejército Rojo sufrió bajas de 57 muertos y 159 heridos. Sin embargo, historiadores polacos como Andrzej Krzysztof Kunert y Zygmunt Walkowski afirman que el Ejército Rojo tuvo alrededor de 800 muertos, desaparecidos o heridos. También perdieron 19 tanques y cuatro vehículos blindados.